# 采姆扎沃德
采姆扎沃德（羅馬化：Tsemzavod）是俄罗斯乌里扬诺夫斯克州的市级镇，为该州先吉列伊区规模最小的市级镇。地处乌里扬诺夫斯克州东部，位于伏尔加河上的古比雪夫水库沿岸，在区行政中心先吉列伊西北侧、州府乌里扬诺夫斯克东南方，距乌里扬诺夫斯克州与萨马拉州边界不远。
镇名意为“水泥厂”，从水泥厂周围聚居地发展而来。该地2022年人口有907人；2010年人口1,156人；2002年人口1,285人。